# Mitchellville (Tennessee)
Mitchellville és una població dels Estats Units a l'estat de Tennessee. Segons el cens del 2000 tenia 207 habitants.

## Demografia
Segons el cens del 2000, Mitchellville tenia 207 habitants, 75 habitatges, i 54 famílies. La densitat de població era de 153,7 habitants/km².
Dels 75 habitatges en un 29,3% hi vivien nens de menys de 18 anys, en un 56% hi vivien parelles casades, en un 6,7% dones solteres, i en un 26,7% no eren unitats familiars. En el 21,3% dels habitatges hi vivien persones soles el 10,7% de les quals corresponia a persones de 65 anys o més que vivien soles. El nombre mitjà de persones vivint en cada habitatge era de 2,76 i el nombre mitjà de persones que vivien en cada família era de 3,2.
Per edats la població es repartia de la següent manera: un 27,1% tenia menys de 18 anys, un 8,2% entre 18 i 24, un 27,5% entre 25 i 44, un 24,6% de 45 a 60 i un 12,6% 65 anys o més.
L'edat mediana era de 35 anys. Per cada 100 dones de 18 o més anys hi havia 109,7 homes.
La renda mediana per habitatge era de 37.813 $ i la renda mediana per família de 40.313 $. Els homes tenien una renda mediana de 24.583 $ mentre que les dones 21.250 $. La renda per capita de la població era de 15.151 $. Entorn del 17% de les famílies i el 13,6% de la població estaven per davall del llindar de pobresa.

## Poblacions més properes
El següent diagrama mostra les poblacions més properes.